# Salsa di mais

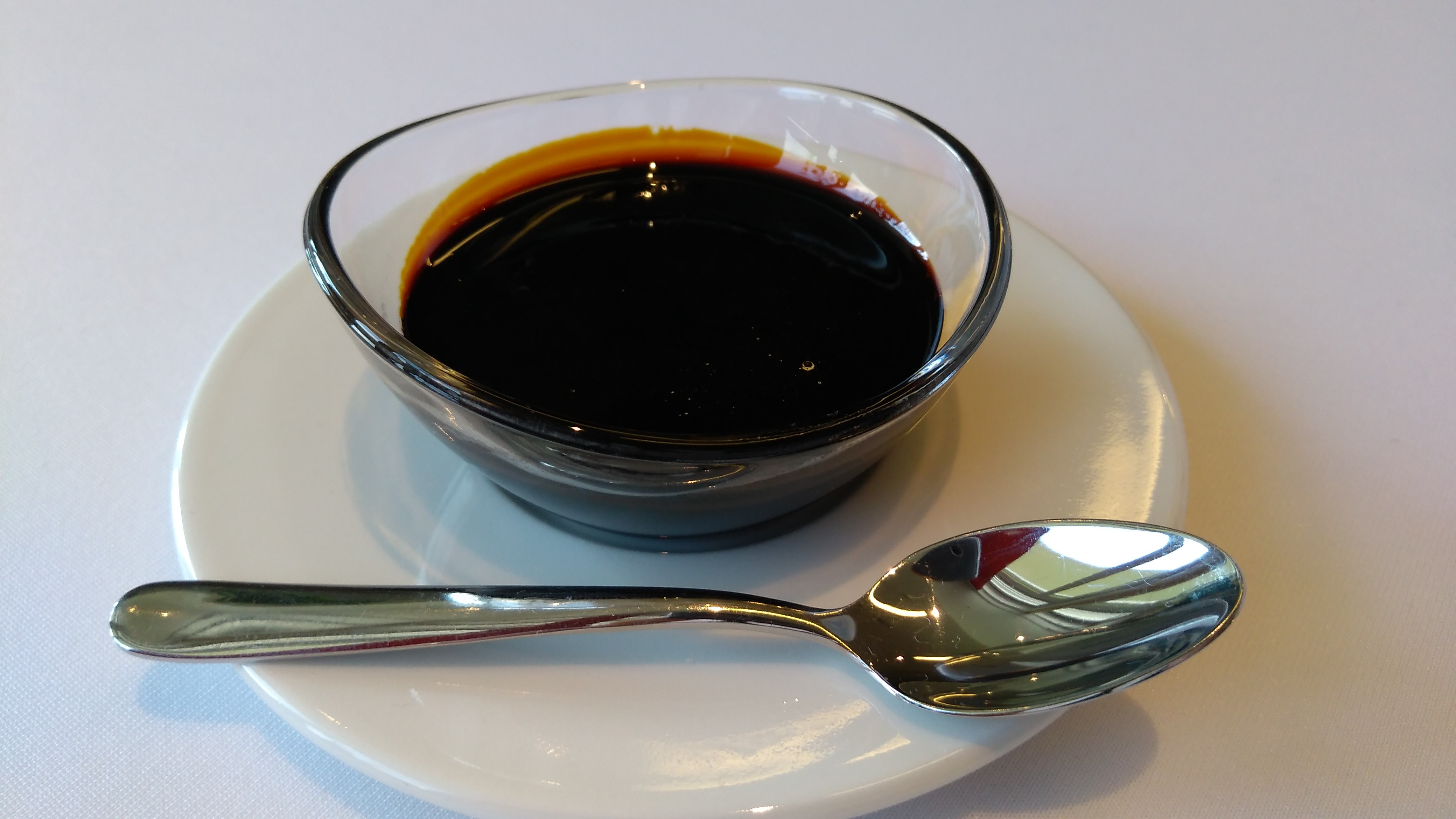
Versione scura della salsa di mais concentrata

La salsa di mais, o salsa di mais fermentata, è prodotta fermentando amido di mais come substrato. È utilizzata come condimento per alimenti sia in forma di concentrato in pasta che in polvere. La salsa di mais, come la salsa di soia, presenta un sapore sapido. È utilizzato per insaporire piatti incluse zuppe, brodi e fondi di cottura.

## Gusto ed utilizzo
La salsa di mais è una miscela di amminoacidi in forma libera o legata, acidi organici, sali di acidi organici, prodotti di reazione di Maillard e minerali. Ad analisi sensoriale la salsa di mais viene descritta con caratteristiche note sapide, che includono “xian” (鲜 in cinese), umami (うまみ in giapponese), note caramellizzate e arrostite, lievi note di lievito, carne, salato e dolce.

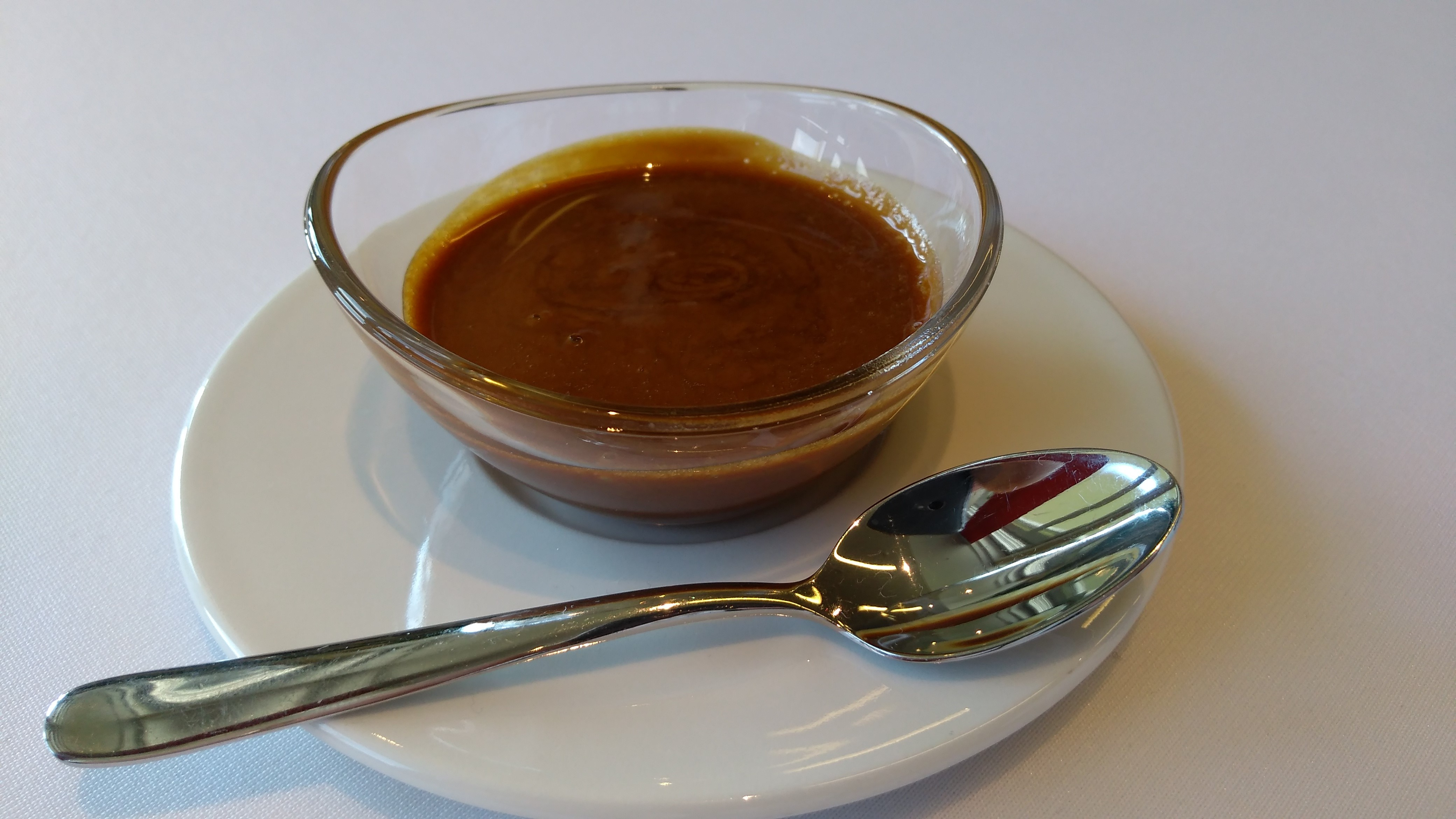
Versione chiara della salsa di mais concentrata

Il gusto della salsa di mais è stato soggetto di ricerca, che la complessità del suo sapore risulta dalla composizione di Sali e metaboliti di fermentazione, come amminoacidi, acido acetico, ribotidi, peptidi a catena corta e carboidrati. In particolare, sono stati identificati glutammil-dipeptidi, noti responsabili di sapidità.
Il sapore della salsa di mais ha portato al suo utilizzo come condimento. Come l’estratto di lievito, la salsa di soia e le proteine vegetali idrolizzate, la salsa di mais arrotonda il sapore e l’aroma.

## Processo di fabbricazione

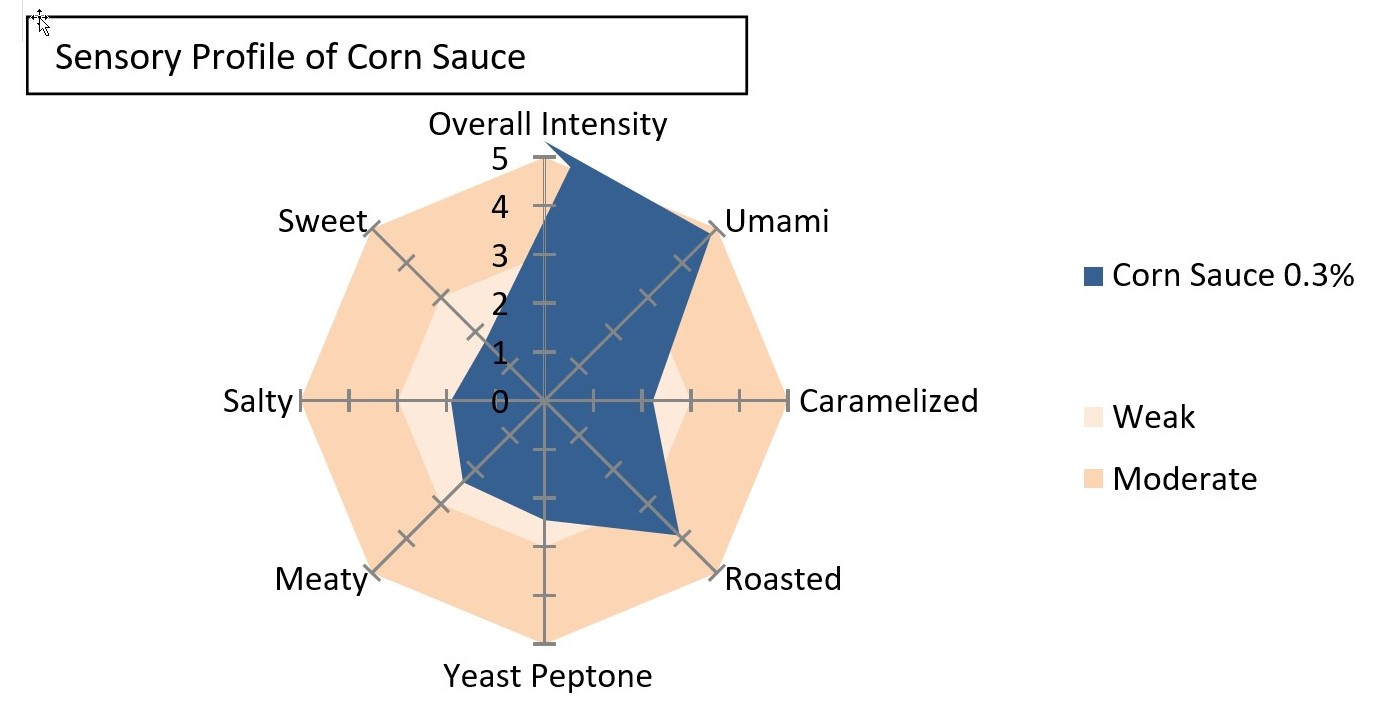
Analisi sensoriale di sciroppo di mais ottenuta da panel addestrato (inglese)

Comparabile alla produzione della salsa di soia, la salsa di mais è ottenuta per fermentazione. Il processo di fermentazione utilizza la specie di batteri del genere Corynebacterium. I parametri di fermentazione sono controllati per tempo, temperatura e pH. Dopo la fermentazione il brodo ottenuto viene sottoposto a cottura per eliminare i batteri e per indurre una controllata reazione di Maillard. La massa cellulare è rimossa per filtrazione. Il brodo filtrato è concentrato per ottenere una pasta e per creare ulteriori prodotti della reazione di Maillard. Durante l’evaporazione, il sale viene aggiunto per migliorare la stabilità microbiologica. Per un prodotto in polvere viene applicato un processo di disidratazione.

## Composizione

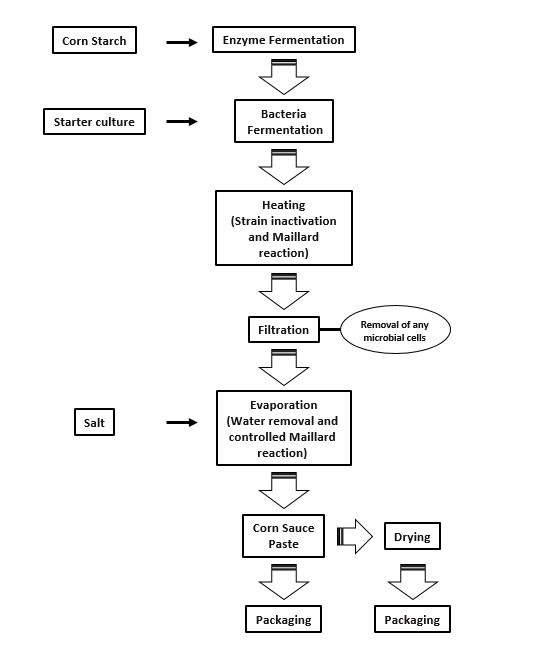
Diagramma di flusso per la produzione di salsa di mais (inglese)

La salsa di mais contiene una miscela di composti, inclusi metaboliti di fermentazione, amminoacidi, acidi organici, sali di acidi organici,  minerali e sali. Del sapore e del colore sono generati via reazione di Maillard durante la fermentazione, la cottura e il processo di disidratazione. Acido glutammico, alanina e prolina sono gli amminoacidi presenti più abbondanti. Altri metaboliti sono ribotidi, zuccheri, acidi organici e gamma-glutammil-dipeptidi, che sono noti per avere loro proprietà come modulatori di sapore.

## Etichettatura
Sull’etichetta indicato come “salsa di mais” o “salsa fermentata di mais” indicando gli ingredienti utilizzati (amido di mais, acqua, sale).

## Sicurezza alimentare
La fermentazione di alimenti con la specie Corynebacterium è ampiamente presente in molte parti del mondo. L’ampio utilizzo a livello globale di questi microrganismi per fermentazioni alimentari ne assicura la sicurezza alimentare e la sua accettazione a livello mondiale. La non-tossicità dello sciroppo di mais è stata comprovata da diversi studi.